# سباستيان باردو
سباستيان باردو (بالإسبانية: Sebastián Pardo)‏ (1982 في تشيلي - ) هو مدرب كرة قدم ولاعب كرة قدم تشيلي في مركز الوسط. شارك مع منتخب تشيلي لكرة القدم. أما مع النوادي، فقد لعب مع فاينورد ونادي أونيفرسيداد دي تشيلي ونادي إكسلسيور ونادي كوكيمبو أونيدو وUnión Temuco ‏.

## وصلات خارجية
- سباستيان باردو على موقع الاتحاد الدولي (مؤرشف)  (الإنجليزية)
- سباستيان باردو على موقع قاعدة بيانات كرة القدم.إي يو (الإنجليزية)
- سباستيان باردو على موقع ناشيونال فوتبول تيمز (الإنجليزية)
- سباستيان باردو على موقع عالم كرة القدم.نت (الإنجليزية)